# Scott Brown (calciatore 26 aprile 1985)
Scott Peter Andrew Brown (Wolverhampton, 26 aprile 1985) è un ex calciatore inglese, di ruolo portiere.

## Carriera
Dopo aver giocato nei settori giovanili di Birmingham City e Wolverhampton (quest'ultimo club della sua città natale), inizia la carriera professionistica nel 2003 trascorrendo, appena maggiorenne, una stagione nella prima divisione gallese al Welshpool Town; successivamente trascorre una stagione al Bristol City, club della seconda divisione inglese, con cui non gioca però nessuna partita ufficiale.
Nell'estate del 2005 firma un contratto con il Cheltenham Town, club di quarta divisione; fa il suo esordio in prima squadra il 7 gennaio 2006 in una partita casalinga di FA Cup pareggiata per 2-2 contro il Chester City. Tre giorni più tardi fa invece il suo esordio in campionato, in un pareggio casalingo per 1-1 contro il Barnet: si tratta peraltro della sua ultima presenza stagionale. A fine stagione il club viene promosso in terza divisione grazie alla vittoria dei play-off, e nella stagione 2006-2007 Brown gioca dunque in questa categoria, inizialmente come riserva di Shane Higgs e successivamente nella parte finale del campionato come titolare, disputando in totale 11 partite di campionato. Nella stagione 2007-2008 torna nuovamente a fare la riserva (non scende infatti mai in campo in campionato), mentre nella stagione 2008-2009, che il club conclude con una retrocessione in quarta divisione, gioca 35 partite. Continua poi a giocare da titolare fisso nel Cheltenham Town anche negli anni seguenti: tra il 2009 ed il 2014, infatti, gioca infatti 200 partite di campionato su 230 giocate dal club e, ad eccezione delle 22 presenze della stagione 2011-2012, non gioca mai meno di 41 partite in un singolo campionato. Dopo questo quinquennio in quarta divisione, nell'estate del 2014 va in Scozia all'Aberdeen, club di prima divisione, con cui nella stagione 2014-2015 gioca 25 partite di campionato, aggiungendo poi ulteriori 13 presenze nella stagione successiva, conquistando due secondi posti consecutivi in campionato.
Nell'estate del 2016 torna in Inghilterra, al Wycombe: nella stagione 2016-2017 gioca 3 partite in quarta divisione nel club, a cui aggiunge anche 3 presenze in National League (quinta divisione e più alto livello calcistico inglese al di fuori della Football League) in prestito all'Eastleigh ed ulteriori 21 presenze in quarta divisione al Cheltenham Town, dove trascorre in prestito la seconda metà della stagione; nella stagione 2017-2018 è invece il portiere titolare del Wycombe, con cui gioca tutte e 46 le partite di campionato e conquista una promozione in terza divisione. Nell'estate del 2018 cambia nuovamente maglia, restando in quarta divisione al Port Vale: con i Valiants trascorre un triennio giocando da titolare in questa categoria, per complessive 129 partite di campionato; nell'estate del 2021 si accasa invece all'Exeter City, altro club di quarta divisione, con il duplice ruolo di giocatore e di preparatore dei portieri.